# Pixar Pal-A-Round
Pixar Pal-A-Round is een attractie in Disney California Adventure Park, die werd geopend in vernieuwde vorm op 23 juni 2018. Daarvoor heette de attractie Mickey's Fun Wheel, die geopend was van 4 mei 2009 tot 8 januari 2018, en daarvoor nog heette de attractie Sun Wheel, geopend van 8 februari 2001 tot 14 oktober 2008. Het is een excentriekreuzenrad in de stijl van reuzenraderen zoals deze voorkomen in attractieparken op pieren.
In de communicatie van Disney wordt Pixar Pal-A-Round vaak als icoon gebruikt voor Disney California Adventure Park.

## Geschiedenis
Pixar Pal-A-Round werd oorspronkelijk geopend als het Sun Wheel op 8 februari 2001, samen met Disney California Adventure Park als geheel. De keuze voor deze attractie was geïnspireerd door het Wonder Wheel in Deno's Wonder Wheel Amusement Park op Coney Island. De as van het reuzenrad werd bedekt met een paneel in de vorm van een zon. In deze vorm was de attractie operationeel tot 14 oktober 2008. Daarna werd de attractie geherdecoreerd tot Mickey's Fun Wheel. De voornaamste verandering was het vervangen van het paneel in de vorm van een zon door een paneel in de vorm van Mickey Mouse. Daarnaast werd de verlichting geüpdatet met ledverlichting en enkele victoriaans gethematiseerde elementen. In deze vorm opende de attractie uiteindelijk op 4 mei 2009. Ten behoeve van de show World of Color: Winter Dreams werd in 2013 verlichting toegevoegd aan de achterzijde van Mickey's Fun Wheel. Deze toevoeging bleek echter permanent en zou ook worden meegenomen in toekomstige updates van World of Color-shows.
Op 15 juli 2017 werd er op de D23 Expo aangekondigd dat Paradise Pier, en daarmee Mickey's Fun Wheel, zou worden herontworpen tot een themagebied rondom figuren uit de films van Pixar: Pixar Pier. Mickey's Fun Wheel werd daarom op 8 januari 2018 gesloten, om later dat jaar te openen als Pixar Pal-A-Round op 23 juni 2018.
Disneyland Resort · Lijst van attracties in Disney California Adventure Park